# Nahitan Nández
Nahitan Michel Nández Acosta (Punta del Este, 1995. december 28. –) uruguayi válogatott labdarúgó, a Cagliari játékosa.

## Pályafutása

### Klubcsapatban
A Peñarol utánpótlás-csapataiban nevelkedett. A felnőtteknél 2014. március 1-jén mutatkozott be egy Danubio elleni mérkőzésen. 2017-ben a Boca Juniors igazolta le.

### A válogatottban
Csapatkapitányként vett részt az U20-as uruguayi válogatottal a 2015-ös U20-as világbajnokságon, Új-Zélandon.
Az uruguayi válogatottban 2015. szeptember 8-án debütált egy Costa Rica elleni 1–0-s győzelem alkalmával.
Nevezték a 2018-as világbajnokságon részt vevő válogatott 23-as keretébe.

## Sikerei, díjai
Peñarol
- Uruguayi bajnok (1): 2015–16

Boca Juniors
- Argentin bajnok (1): 2017–18
- Supercopa Argentína: 2018

## Külső hivatkozások
- Nahitan Nández – a FIFA adatbázisában
- Nahitan Nández adatlapja a National-Football-Teams.com oldalon (angolul)

- Nahitan Nández (angol nyelven). FootballDatabase.eu
- Nahitan Nández (angol nyelven). soccerway.com
- Nahitan Nández (angol nyelven). scoresway.com. [2018. június 25-i dátummal az eredetiből archiválva]. (Hozzáférés: 2018. június 25.)